# ارتباطات دعائية

## ماهي الارتباطات الدعائية (Keyword advertising)
يعرّف مصطلح الارتباطات الدعائية على أنه أي اعلان مرتبط بكلمة أو عبارة معينة، وهي الاعلانات النصية التي تظهر مع نتائج البحث في محركات البحث على الإنترنت. وتظهر عادة هذه الاعلانات في أعلى صفحة النتائج أو في يمين الصفحة أو أحيانا في أسفلها.
و الارتباطات الدعائية ليست مجانية، بل يدفع المعلنون لشركات محركات البحث لتظهر هذي الاعلانات للمستهلكين عند بحثهم عن اسم منتج معين أو سلعة أو عند ادخال بعض المصطلحات أو الكلمات الرئيسية في خانة البحث. وحالما ينقر المستهلك على الإعلان، يتم نقله إلى موقع الشركة المعلنة.
و تأتي الارتباطات الدعائية أحيانا تحت مسمى «وصلات الرعاية» في المواقع - عادة تكون في أسفل الموقع -كدليل على شراكة الإعلانات بين الموقع ومحرك البحث، بحيث يتم الاتفاق على تقاسم العائد من هذه الإعلانات بينهما بنسبة معينة. وقد يختلف الثمن الذي يدفعه المعلن من محرك بحث إلى أخر. ومحركات البحث عادة يكون جزء كبير من دخلها من مثل هذه الإعلانات.
أنشئت خدمة الارتباطات الدعائية في محركات البحث أواخر عام 1990 وسرعان ما نمت وتسارعت إلى الشكل الموجود حاليا على شبكة الإنترنت. وتمثل الارتباطات الدعائية 40% من سوق الإعلان على شبكة الإنترنت حتى أصبحت عامل النجاح الرئيسي لمحركات البحث، وسببا فاعلا في تفضيل محرك بحث عن آخر عند المعلنين. ويتميز المعلن الجيد بقدرته على تقديم أهم المعلومات والروابط ذات الصلة في الاعلانات لمستخدمي الإنترنت.
وظهور مثل هذه التقنية المبتكرة والخدمة في عالم الإنترنت نمت لتصبح عائداتها مليارات من الدولارات، وذلك أدى إلى توجه جديد للإعلان على شبكة الإنترنت ومحركات البحث ومواقع الويب، والتي استطاعت الحصول على الكسب والعائد المجزي من الاعلانات فيها.

## أمثــلة على الارتباطات الدعائية
تعتبــر الارتباطات الدعائية في جوجل أدورد (Google AdWord) وجوجل أدسنس (Google AdSense) هي الأكثر معرفة وانتشارا بين أشكال الارتباطات الدعائية على الإنترنت.
جوجل أدورد تعرض الارتباطات الدعائية بواسطة البحث عن كلمة معينة داخل خانة البحث، فتظهر النتائج على يمين أو أعلى الصفحة.
أما جوجل أدسنس فانها تعرض الارتباطات الدعائية في الموقع والمرتبطة بمحتوى هذا الموقع.
فعلى سبيل المثال، جريدة «الوطن السعودية» تستخدم برنامج جوجل أدسنس الدعائي وتحصل على عائد من خلال وضع اعلانات من جوجل " Ads by Google". فعند دخول المستخدم إلى موقع جريدة الوطن، فانه سيجد على يسار الصفحة خانة لاعلانات جوجل، كما يوجد في خيار البحث المتقدم جملة «بدعم من جوجل».وعند ادخال كلمة «سياحة» مثلا في محرك البحث في الموقع، فان نتائج البحث الظاهرة عبارة عن صفحات من الموقع لها صلة بكلمة البحث المدخلة (سياحة)، كما تظهر في أعلى الصفحة اعلانات جوجل ادورد التجارية ذات صلة بكلمة البحث أيضا.
وهناك بعض البرامج المشابهة المقدمة من شركات أخرى منافسة لجوجل لها نفس الاستخدام، على سبيل المثال لا الحصر:, AOL Yahoo!، وفي صيف عام 2009 أتي لاعب جديد في هذا المجال وهو مايكروسوفت بنق Microsoft Bing

## القضايا والخلافات التجارية والعمليات الأخلاقية في الارتباطات الدعائية
دائما ما يطرح السؤال في المحاكم الأمريكية وفي شبكات الإنترنت من قبل بعض الشركات المتضررة من مثل هذه الخدمة، وهو هل استخدام الاسم التجاري أو العلامة التجارية كمصطلح بحث في محركات البحث واستخدامها في الإعلانات للوصول إلى علامة تجارية أخرى منافسة تعتبر استخدام غير شرعي لها وانتهاك لحقوق الملكية الفكرية ؟
حيث يشكل هذا محل الخلاف القائم بين شركات البحث والشركات التجارية الأخرى فتعتبر الشركات أن استخدام اسمها التجاري للوصول إلى منتجات مماثلة لشركة منافسة عن طريق الارتباطات الدعائية هو استخدام غير شرعي لاسمها التجاري ولعلامتها التجارية بدون إذن منها، مما يعدونه تشويشا وتدليسا على المستهلكين. وقد أثيرت قضايا عدة في المحاكم الأمريكية حول هذا الموضوع أغلبها ضد شركة جوجل، حول إذا كانت يحق لها استخدام علاماتها التجارية واسمها التجاري في الارتباطات الدعائية واخذ عائد من ذلك انتهاكا للعلامات التجارية وحقوق الملكية؟
وحتى شركات الإعلان تواجه تحديات رئيسية في طريق الوصلات الدعائية وطرق الإعلانات، فالدعاوي القضايا ضدهم ليست في أمريكا فحسب، بل بدأت بالانتشار كذلك في أوروبا. فالمحاكم الأوربية تنتهج نفس المنهج نوعا ما في حكمها على الموضوع فهي ترى إنه لا يعد تعديا على العلامات التجارية لهذه الشركات لعدم وجود إثبات قاطع لذلك، ولكن إذا ما ثبت ذلك فإنه سيكون ضربة حقيقية لشركات محركات البحث خصوصا بأن الدعاوى متزايدة ضدهم.

## حالة قضائية على سبيل المثال
هناك حالة قضائية حدثت بين شركة جوجل المالكة لخدمة الإعلانات، وأكبر شركة تأمين في أمريكا وهي شركة.”GEICO”
حيث رفعت شركة التامين “GEICO” شكوى ضد شركة جوجل في المحاكم الأمريكية واتهمتها بانتهاك علامتها التجارية عن طريق استخدام لفظ “geico”.
فعند استخدامك لهذه الكلمة في البحث يظهر لك في نتائج البحث روابط إعلانات شركات منافسة لها تقدم نفس الخدمة، وهذا وفق رؤية شركة التامين هو إضعاف لعلامتها التجارية وتسبب في إرباك المستهلكين. ولم تجد المحكمة الأدلة الكافية لإدانة شركة جوجل في ذلك وانتهت بتوصل الأطراف إلى تسوية للموضوع.
من وجهة نظر شركات محركات البحث، قالت لورين فيشر – مساعدة المستشار العام للملكية الفكرية في شركة AOL – «أن استخدام الكلمات الرئيسية في البحث هو مساعدة المستهلكين في الوصول إلى ما يريدون ومساعدتهم في اتخاذ القرار كما يحدث في محلات التجزئة، وأضافت أن هذه المسألة لا تزال غامضة لدينا ولدى المحاكم لأنه ليس هناك حتى الآن أي توافق في الآراء القانونية فيما يتعلق بما يشكل مفهوم استخدام العلامات التجارية على شبكة الإنترنت»
و مع تحول الشركات أصحاب العلامات التجارية إلى المحاكم لحماية حقوقهم الفكرية، وفي ضوء مطالبات محتملة وغير متوقعة النتائج يتعين على شركات محركات البحث التشاور مع محاميهم قبل الشروع في وضع برنامج الدعاية لتقييم المخاطر المحتملة التي ينطوي عليها وتوخي الحذر لأن غلطة واحدة ستكلف الشركة كثيرا.